# 福克F.XII
福克F.XII（荷蘭語：Fokker F.XII）是一款由荷蘭福克飛行器公司所研發和生產的三引擎高單翼機。

## 歷史
福克公司應荷蘭皇家航空要求設計一款三引擎，載客能力在F.VIIb-3m和F.IX之間，用來營運荷蘭－印度航線。首飛在1930年12月5日進行，荷蘭皇家航空在1931年3月5日首次試飛到巴達維亞。

## 性能
基本信息
- 机组：4人
- 容量：18人

性能